# 斜板機関

斜板カム、作動要領

斜板機関（しゃばんきかん）は、ピストンの往復運動を回転運動に変換する機構がクランクではなく回転斜板によってなされる機関を指す。
広義ではクランクレス機関に該当する。
多くは魚雷など、収納スペースが非常に限られている構造物に用いられる。
なお斜盤機関は誤用。